# Planckova energie
Ve fyzice je Planckova energie, označovaná jako EP, jednotkou energie v systému přirozených jednotek, známých jako Planckovy jednotky.
{\displaystyle E_{\mathrm {P} }={\sqrt {\frac {\hbar c^{5}}{G}}}=1,220\,890(14)\times 10^{19}\ \mathrm {GeV} \approx 1,956\times 10^{9}\ \mathrm {J} \approx 0,543\,36\ \mathrm {MWh} }
kde c je rychlost světla ve vakuu, ℏ je redukovaná Planckova konstanta, G je gravitační konstanta. EP je odvozená, nikoli základní Planckova jednotka.
Ekvivalentní definice:
{\displaystyle E_{\mathrm {P} }={\frac {\hbar }{t_{\mathrm {P} }}},}
kde tP je Planckův čas.
Také:
{\displaystyle E_{\mathrm {P} }={m_{\mathrm {P} }}{c^{2}},}
kde mP je Planckova hmotnost.
Ultra energetické kosmické záření pozorováné v roce 1991 mělo energii 50 joulů, což odpovídá asi 2,5×10−8 EP. Většina Planckových jednotek je neuvěřitelně malých a tudíž nezávislých na "makroskopických" jevech (nebo fantasticky velkých, jako v případě Planckovy teploty). Energie 1 EP, je naproti tomu makroskopická, přibližně se rovná energii uložené v nádrži automobilu (57,2 L benzinu na 34,2 MJ/L chemické energie).
Planckovy jednotky jsou navrženy tak, aby normalizovaly fyzikální konstanty G, ℏ a c na 1. Proto v rámci Planckových jednotek vypočítáme ekvivalenci hmoty a energie E = mc² zjednodušenou na E = m, tak že Planckova energie a hmotnost jsou číselně totožné. V rovnicích obecné relativity se G často násobí 8π. Proto práce v částicové fyzice a fyzikální kosmologii často normalizují 8πG rovno 1. Tato normalizace rezultuje v redukované Planckově energii, definované jako:
{\displaystyle {\sqrt {\frac {\hbar {}c^{5}}{8\pi G}}}\approx 3,90\times 10^{8}\ \mathrm {J} \approx 2,43\times 10^{18}\ \mathrm {GeV} \approx 0,108\,14\,\mathrm {MWh} .}